# Dorfkirche Frankenthal

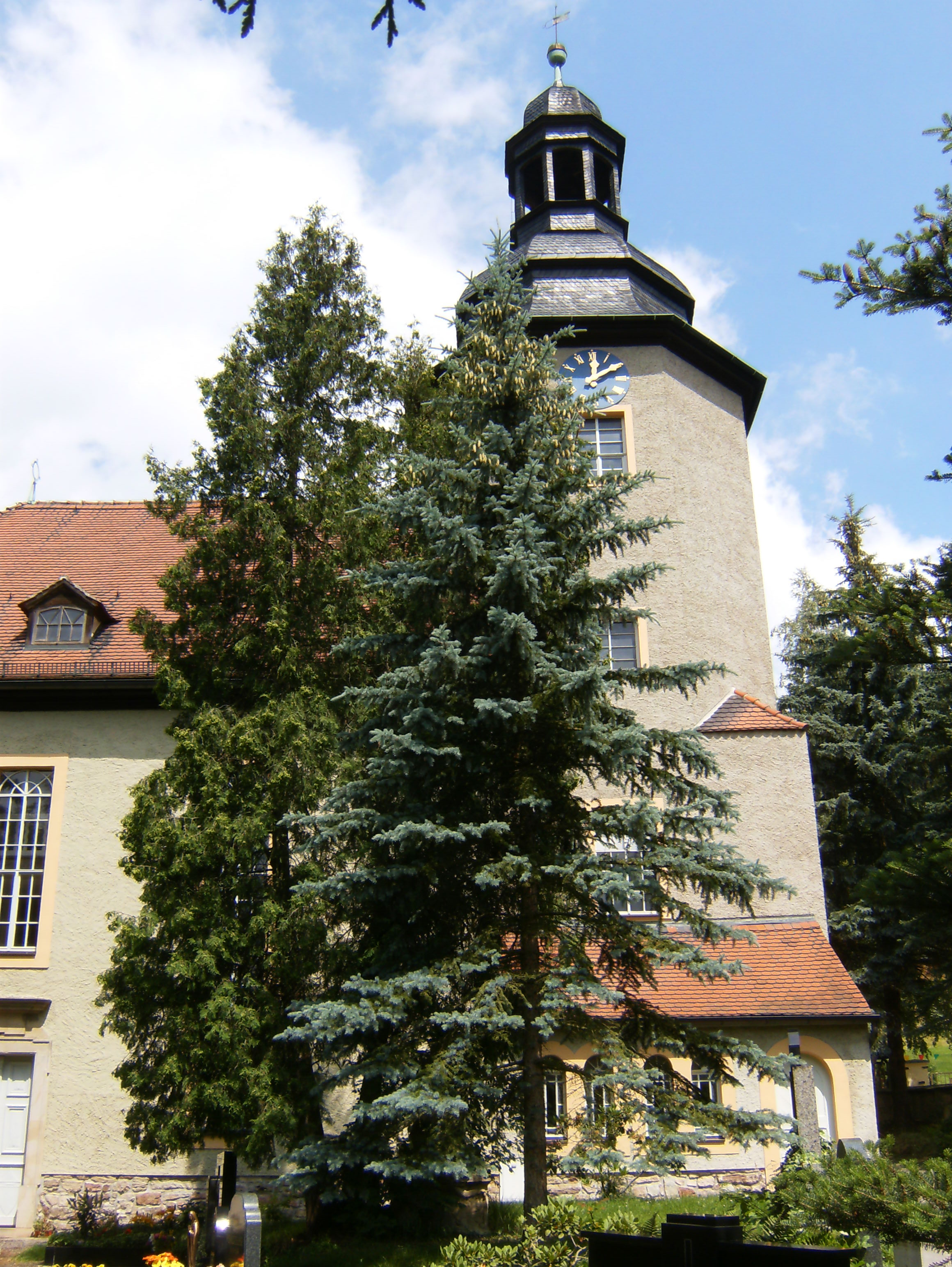
Kirche Frankenthal

Die evangelische Dorfkirche Frankenthal steht im Ortsteil Frankenthal der kreisfreien Stadt Gera in Thüringen.

## Geschichte
Das Gotteshaus war eine Gutskapelle und wurde später Pfarrkirche. 1728 erfolgte der Abriss wegen Baufälligkeit. Im gleichen Jahr wurde der Neubau realisiert. Der Kirchturm wurde 1736 errichtet. Die Orgel kaufte die Kirchgemeinde 1749.
Das Gotteshaus befindet sich in einem guten Zustand.